# Kamionka (Skwierawy)
Kamionka (kaszb. Kamionka) – część wsi Skwierawy w Polsce, położona w województwie pomorskim, w powiecie bytowskim, w gminie Studzienice, na Pojezierzu Bytowskim. 
W latach 1975–1998 Kamionka administracyjnie należała do województwa słupskiego.